# スーパーロボット大戦GC
『スーパーロボット大戦GC』（スーパーロボットたいせんジーシー）は、2004年12月16日にバンプレストから発売されたニンテンドー ゲームキューブ用のシミュレーションRPG。Xbox 360移植作『スーパーロボット大戦XO』（スーパーロボットたいせんエックスオー）についても本項目で述べる。
キャッチコピーは「戦士よ、銀河へ向かって翔べ!」（GC）、「次世代、そしてオンライン。今、未知への扉が開く。」（XO）。

## 概要
SDで表現されたロボットたちが競演するクロスオーバー作品「スーパーロボット大戦シリーズ」の一つ。ニンテンドーゲームキューブで発売された唯一のスーパーロボット大戦シリーズである。他のシリーズ作品とは異なり、選択によるルート分岐は存在しない。加えて、繰り返しプレイ可能なサブシナリオ（後述）が導入されている。通常シナリオ全59話、サブシナリオ全20話。
本作の特徴として2001年の『スーパーロボット大戦α for Dreamcast』以来久々に、戦闘シーンに3Dポリゴンが使われたことが上げられる。また、2000年の『スーパーロボット大戦α』から据え置き作品の標準となっていたマップ画面でのクォータービューが採用されておらず、平面でのトップビューに戻っているのも特徴。
本作オリジナルのキャラクターやメカニックの設定には、サンライズインタラクティブが関わっている。そのため同社が製作し、当時本シリーズとコラボレーションを行っていた『機甲武装Gブレイカー』とデザインや名称など似通ってる部分が多いが、世界観や設定上の繋がりはない。

### 移植版
2006年に『スーパーロボット大戦XO』のタイトルでXbox 360へ移植された。通常シナリオ全59話、サブシナリオ全24話。本シリーズ初のHD映像出力対応作品でもある。
基本システムはそのままにゲームバランスの見直しやシナリオ・ユニットの追加、Xbox 360の高解像度グラフィック能力を活かしたパイロットのカットインや一部ロボットの合体ムービーなどが新たに描き下ろされた他、2005年の『スーパーロボット大戦ORIGINAL GENERATION2』から採用されたBGMの個別選択が可能になった。さらには、Xbox Liveを利用したシリーズ初のネットワーク通信対戦「スーパーロボット対戦」が搭載されている。

## あらすじ
宇宙世紀0079。地球上では機械獣軍団、恐竜帝国、ジャーク帝国など複数の勢力が出現し、さらには異星人の影もちらついていた。これらの勢力に対して地球連邦は民間の協力を仰いで対抗していたが、地球のみを守ろうとする姿勢が宇宙移民者の反発を招き、ジオン公国と統一帝国ギガノスが同盟を結び、地球連邦政府に対し独立戦争を挑んできた。
民間の防衛会社（ただし本業は重機メーカー）の社長を父に持つ主人公は父の会社で造られた機動兵器を父の会社で秘書を務めるフェアリと共に操り、同業他社ともいえる竹尾ゼネラルカンパニーと地球防衛組と共に街を守っていた。ある日彼らの元に連邦軍から宇宙に上がって輸送艦の護衛をして欲しいと依頼が来る。PTAに宇宙行きを反対された地球防衛組に地上の守りを任せた主人公達がサイド7で見たものは、戦艦ホワイトベースと連邦軍が開発した3機のモビルスーツと3機のメタルアーマー、そしてそれらを狙ってきたジオン・ギガノス連合のモビルスーツとメタルアーマーだった。そのままホワイトベースと行動を共にし、道中で軍民問わず仲間を増やしながら連邦の本拠地ジャブローへ辿り着き、そして再び宇宙へ上がり、事実上ホワイトベース隊のみで宇宙要塞ソロモンを陥落させる。またその途中でフェアリがガディソードという異星人で、主人公の機動兵器にはフェアリが持ってきたC.U.B.E.（X.E.N.O.N）は使われていることが知らされる。
ソロモンに駐留していたホワイトベース隊の前に、遂に異星人の地球侵攻部隊が現れる。そこに外宇宙へ航行するために建造された艦ガンドールがやってきて、ホワイトベース隊の機動兵器とそのパイロットをガンドールへ移動させ外宇宙へ向かった。そしてザール・グラドス・ポセイダルからなる星間連合と、ムゲ・ジャーク・ガディソードからなる異次元同盟という、地球を狙う二つの外宇宙の勢力があることを知る。外宇宙で仲間を増やし地球圏へ帰還しホワイトベースと合流した一行は、ジオン・ギガノス連合が星間連合と手を組んだこととジャブローが陥落したことを聞かされる。
グラドスの刻印の力で、刻印と同等の力を持つC.U.B.E.（X.E.N.O.N）を使わない限り外宇宙との行き来を閉ざすことに成功したホワイトベース隊は、地球圏に残る敵を1つずつ倒して行き、さらに外宇宙の敵を倒して行った。一方のガディソードはC.U.B.E.（X.E.N.O.N）の力で機動兵器をパイロットごとダビングするという、事実上無限の戦力を手に入れたことで本格的な地球侵攻を開始した。
ホワイトベース隊はガディソードとの最終決戦に臨む。激しい戦いの末にホワイトベースは沈んでしまうも、勝利したのはホワイトベース隊だった。

## 参戦作品

### 一覧
★マークはシリーズ初参戦。☆マークは据え置き型機初参戦。
- 超獣機神ダンクーガ
- 銀河旋風ブライガー
- ★銀河烈風バクシンガー
- ★銀河疾風サスライガー
- 蒼き流星SPTレイズナー
- ★絶対無敵ライジンオー
- 機動戦士ガンダム
- 機動戦士ガンダム 第08MS小隊
- 機動戦士ガンダム0080 ポケットの中の戦争
- 機動戦士Ζガンダム
- 機動戦士ガンダムΖΖ
- 機動戦士ガンダム 逆襲のシャア
- 無敵ロボ トライダーG7
- ★最強ロボ ダイオージャ
- 重戦機エルガイム
- 機甲戦記ドラグナー
- ★マジンカイザー(OVA)
- ☆真ゲッターロボ対ネオゲッターロボ
- ☆未来ロボ ダルタニアス
- バンプレストオリジナル[† 3]

### 解説
新規参戦作品は『銀河烈風バクシンガー』、『銀河疾風サスライガー』、『絶対無敵ライジンオー』、『最強ロボ ダイオージャ』、『マジンカイザー(OVA)』の5作品。『真ゲッターロボ対ネオゲッターロボ』、『未来ロボ ダルタニアス』は据え置き機初参戦。また、ゲームキューブ版では隠し要素としてOVA版『絶対無敵ライジンオー』の巨大からくり雷神王が登場している。
J9シリーズが勢揃いしたのは本作が初である。今回はゲッターロボシリーズに続き、マジンガーシリーズもOVA作品が使用されることになった。『機動戦士ガンダム』が久々に参戦し、原作を再現したシナリオも多い。
『超獣機神ダンクーガ』劇中に登場せず、イラストのみの存在だったファイナルダンクーガが初登場。シャピロ戦闘メカは同作の監督である奥田誠治により「デザイア」と命名されている。

### パッケージ登場機体
ゲームキューブ版
- ダルタニアス（未来ロボ ダルタニアス）
- マジンカイザー（マジンカイザー(OVA)）
- ダンクーガ（超獣機神ダンクーガ）
- エルガイム（重戦機エルガイム）
- ガンダム（機動戦士ガンダム）
- バクシンガー（銀河烈風バクシンガー）
- ライジンオー（絶対無敵ライジンオー）

Xbox 360版
- ダルタニアス（未来ロボ ダルタニアス）
- ネオゲッター1（真ゲッターロボ対ネオゲッターロボ）
- ダンクーガ（超獣機神ダンクーガ）
- レイズナー（蒼き流星SPTレイズナー）
- ガンダム（機動戦士ガンダム）
- ブライガー（銀河旋風ブライガー）
- ゴッドライジンオー（絶対無敵ライジンオー）

## オリジナルキャラクター

### 主人公
主人公は選択式で、性別および搭乗機体を選択できる。『GC』では主人公の名前は男女兼用だが、『XO』では女主人公が「赤月光珠」（読みは同じ）に変更された。
男主人公
赤月秋水（あかつき あきみ）
女主人公
赤月秋水 / 赤月光珠（あかつき あきみ）

#### 搭乗機体
『GC』では主人公機の動力源の名前は「C.U.B.Eエンジン」だが、『XO』では「X.E.N.O.Nエンジン」へと変更された。
スーパー系
ソウルセイバー→スーパーソウルセイバー
リアル系
ソウルガンナー→ソウルランサー

### 主人公の関係者
椎名奈穂子、裕太、井沢麻里の3名は『XO』で追加されたキャラクター。
- 赤月瑞雲（あかつき ずいうん）
- 川西陣風（かわにし じんぷう）
- フェアリ・ファイアフライ
- 椎名奈穂子
- 裕太
- 井沢麻里

### 敵対組織
- ジーク・アルトリート
- サリー・エーミル
- ヴォート・ニコラウス
- レジアーネ・ヨゼフィーヌ
- ヘルルーガ・イズベルガ

## システム
ここでは、本作特有のシステムや新規追加・変更されたシステムについて解説する。シリーズ共通のシステムについてはスーパーロボット大戦シリーズのシステムを参照。
ダメージ部位制
「HEAD（頭）」「ARMS（腕）」「LEGS（脚）」「BODY（身体）」の4点それぞれに独立したHPが割り振られている（戦艦や戦闘機の場合は、CONTROL・WEAPON・ENGINE・BODYとなる）。BODYのHPが残っている限り戦闘を続行することができるが、それぞれの部位に一定以上のダメージを受ける度にその部位に関連した機体性能（HEADなら命中率、LEGSなら移動力など）が削られ、破壊されるとその部位を利用、または搭載された武器が使用不可となる。
なお、BODYにダメージを与えた場合、そのダメージの10％をBODY以外の部位にも与えることができる。既に部位が破壊されている場合はダメージの10％がBODYに上乗せされるので、予め3つ全ての部位を破壊すれば30％増しのダメージを与えられる。
敵ユニット捕獲
上述のダメージ部位制を利用し、BODY以外の部位を全部破壊すると戦艦で捕獲ができる。捕獲すると撃破した時に得られる経験値や資金は得られないが、自軍の機体として運用が可能になるほか、解体して資金（撃破時の2倍）や強化パーツに還元することができる。また、捕獲機体を改造した場合、解体時に全額改造費が返ってくるため、より基本性能が高い機体へと弾力的な運用が可能となっている。
サイズ差特性
ダメージ部位制と関連し、S〜LLまで存在するサイズ差による攻撃力と回避率の調整以外に制約が設けられている。まず、2段階以上大きい機体に攻撃する際は、本来のHPであるBODYを最初から選べず、それ以外の部位を全部破壊しなければBODYへの攻撃ができなくなっている。逆に自分より1段階以上大きい機体でないと、BODY以外の部位を攻撃ができない。ただし、精神コマンド「狙撃」を使うか、特殊技能「狙い撃ち」を持っていればサイズに関係なく全ての部位への攻撃が可能。
また、使用武器自体にサイズ差の制限があるものがあり、それらの武器は攻撃対象となる敵が自分より2段階以上小さいと使用できない。
スキルエース
既存のシリーズにある撃墜数ボーナスをさらに発展させたシステム。全部で7種類あり、それぞれの名称に関連する一定の条件を満たすと追加され、キャラクターのパラメータにボーナスが付く。これにより同じパイロットを使い続けるとより有利になる。
サブシナリオ
従来の作品はひたすらシナリオを進めていくことしかできなかったが、本作では何度でも繰り返しプレイ可能なサブシナリオが存在する。これはプレイするしないは全く自由であるが、経験値や資金を稼ぐことができ、スキルエースなどのキャラクター育成を突き詰められるようになった。また、サブシナリオを通らないと登場しないキャラクターや、隠し武器、隠しユニットなどを手に入れることができる。

## スタッフ
プロデューサー
寺田貴信
じっぱひとからげ
菊池博
ディレクター
赤羽仁
三谷一弘
オリジナルメカニカルデザイン
大河原邦男
オリジナルキャラクターデザイン
田口栄司
シナリオ
蒼田昇三

## プロモーション

### テレビCM
ナレーションは『最強ロボ ダイオージャ』のエドワード・ミトや『未来ロボ ダルタニアス』の楯剣人などを演じた古川登志夫、『絶対無敵ライジンオー』の日向仁を演じた松本梨香の2バージョンがある。

### プレゼントキャンペーン
GC版の発売記念と購入者特典としてファミコンミニ版『第2次スーパーロボット大戦』（非売品）のプレゼントキャンペーン（抽選で2000名）が2004年12月16日から2005年1月31日まで行われていた。

## 関連商品

### 攻略本
- スーパーロボット大戦GC パーフェクトガイド ISBN 9784797330403
- スーパーロボット大戦GC ザ・コンプリートガイド ISBN 9784840229623
- スーパーロボット大戦GC 完全解析ファイル ISBN 9784575164336
- スーパーロボット大戦XO 完全解析ファイル ISBN 9784575164619

### コミック
スーパーロボット大戦GC 4コマKINGS
2005年4月15日初版、一迅社、DNAメディアコミックス。ISBN 9784758002424
複数作家による二次創作4コマ漫画。
スーパーロボット大戦GC コミックアンソロジー フルスロットル
2005年3月15日初版、一迅社、DNAメディアコミックス。ISBN 9784758002370
複数作家による二次創作短編漫画。
スーパーロボット大戦GC 4コマギャグバトル
2005年3月10日初版、光文社、火の玉ゲームコミックシリーズ。ISBN 9784334806170
複数作家による二次創作4コマ漫画。
スーパーロボット大戦GC コミックアンソロジー 灼熱の輪舞
2005年4月10日初版、光文社、火の玉ゲームコミックシリーズ。ISBN 9784334806187
複数作家による二次創作短編漫画。
スーパーロボット大戦GC 4コマ戦線
2005年3月26日初版、双葉社、アクションコミックス。ISBN 9784575939378
複数作家による二次創作4コマ漫画。
スーパーロボット大戦GC〜大豪熱!
2005年3月17日初版、宙出版、おおぞら笑コミックス。ISBN 9784776715726
複数作家による二次創作4コマ漫画および短編漫画。